# Madera megye
Madera megye az Amerikai Egyesült Államokban, azon belül Kalifornia államban található. Megyeszékhelye Madera. Lakosainak száma 156 255 fő (2020. április 1.). Madera megye Mariposa, Tuolumne, Mono, Fresno és Merced megyékkel határos.

## Népesség
A megye népességének változása:
| Lakosok száma | 151 178 | 152 141 | 152 235 | 152 389 | 154 998 | 157 327 | 156 255 |
|               | 2010    | 2011    | 2012    | 2013    | 2015    | 2019    | 2020    |